# Rebekah Teasdale
Rebekah Teasdale (2 de enero de 1980, Birmingham, Inglaterra) es una modelo inglesa, DJ y periodista.
Rebekah es conocida por sus reportajes desnuda para periódicos y tabloides ingleses  tales como el Daily Star y The Sun. Rebekah también ha aparecido como la chica del mes en la edición de agosto de 2001 de la edición croata de Playboy. Rebekah es una dj conocida internacionalmente y ha trabajado como presentadora en Lads Guide to Rio (Guía de Río para jóvenes varones). También ha modelado para muchas otras publicaciones, fotógrafos y fabricantes internacionales de películas eróticas.
La herencia anglo-portuguesa y las miradas exóticas inusuales de Rebekah ayudaron a hacerle una de las modelos más acertadas del encanto de la Inglaterra. Su nombre es Teesdale (también a veces deletreado mal) aunque también la han conocido como Rebekah Parmar.

## Filmografía
- Men Only: Babes Abroad [1999]
- Simply More Soles 2 [2000]
- Sam Gets Her Girl (TV Series) [2001]
- Playboy UK: Night Calls (TV Series) [2001]
- Playboy British Babe: Rebekah Teasdale [2002]
- Maxim Uncovered! Volume 1 [2003]
- Maxim Uncovered! Volume 2 [2004]
- The Platinum Collection: UK 'vs' Europe [2006]

- Datos: Q6102327